# Zucaina
Zucaina, en castillan et officiellement (Sucaina en valencien), est une commune d'Espagne de la province de Castellón dans la Communauté valencienne. Elle est située dans la comarque de l'Alto Mijares et dans la zone à prédominance linguistique castillane.

## Économie

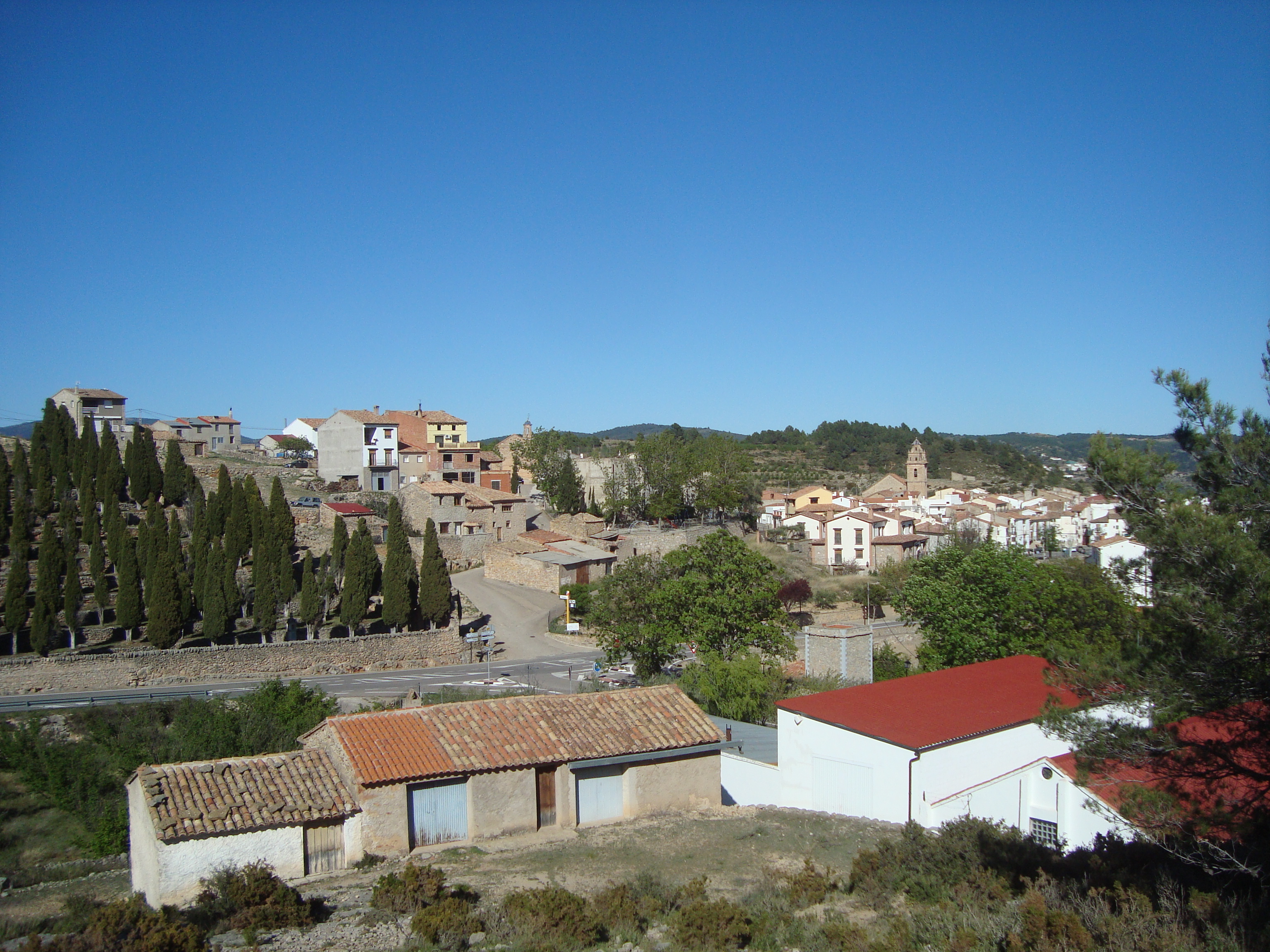
Zucaina (Castellón)

## Patrimoine

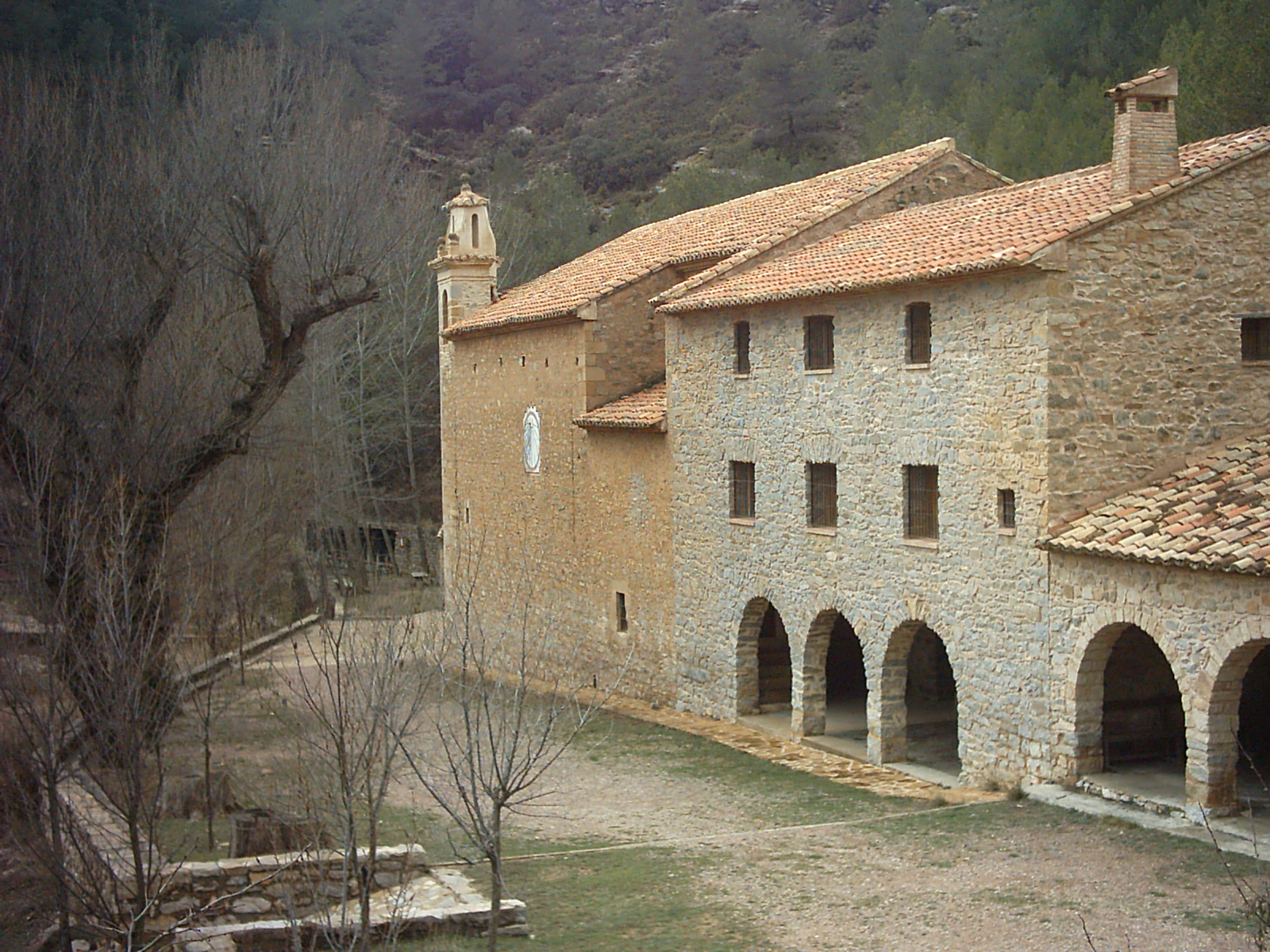
Ermitage de Santa Ana (Zucaina)

### Lien externe

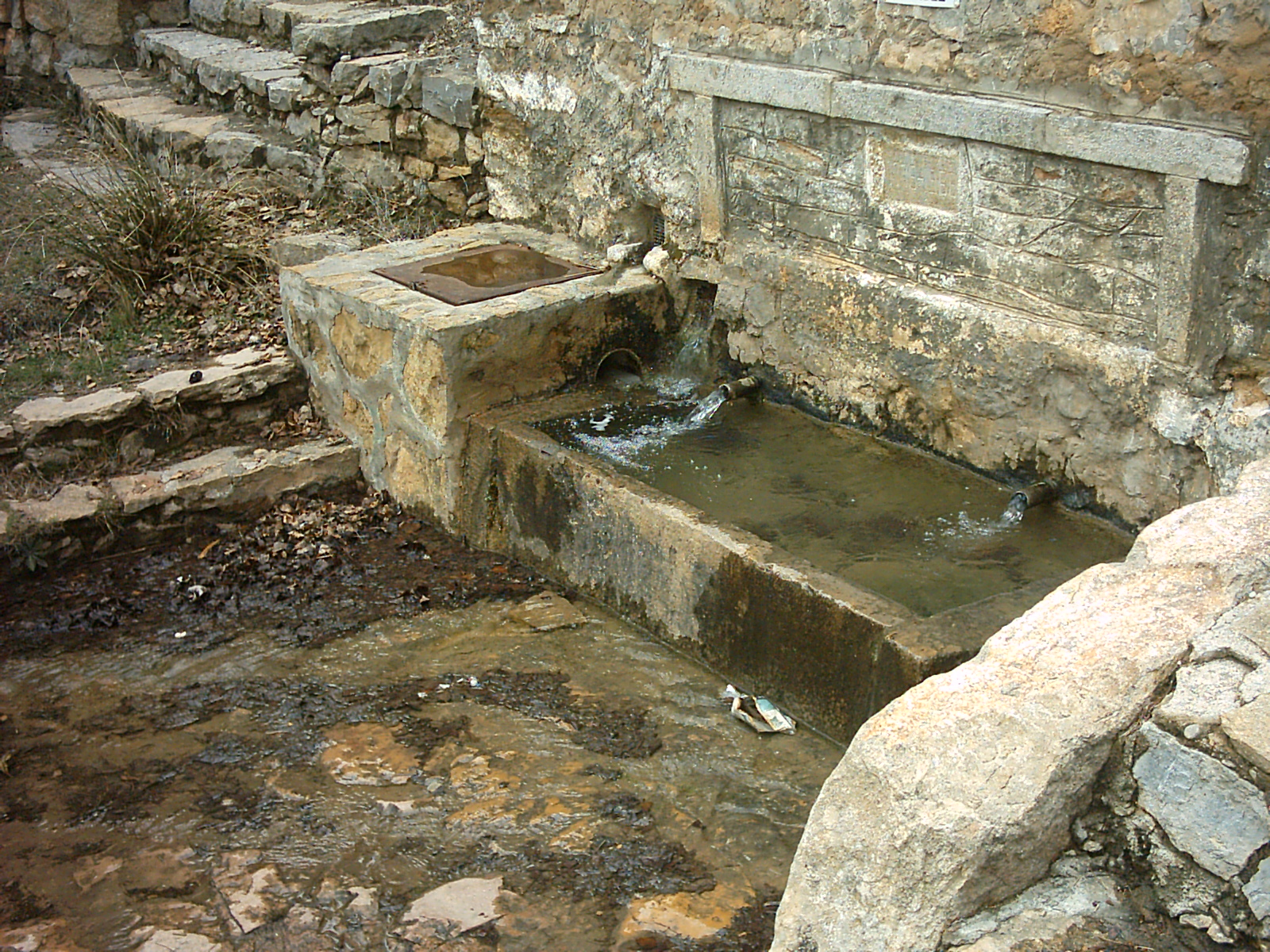
Fuente de Santa Ana (Zucaina)

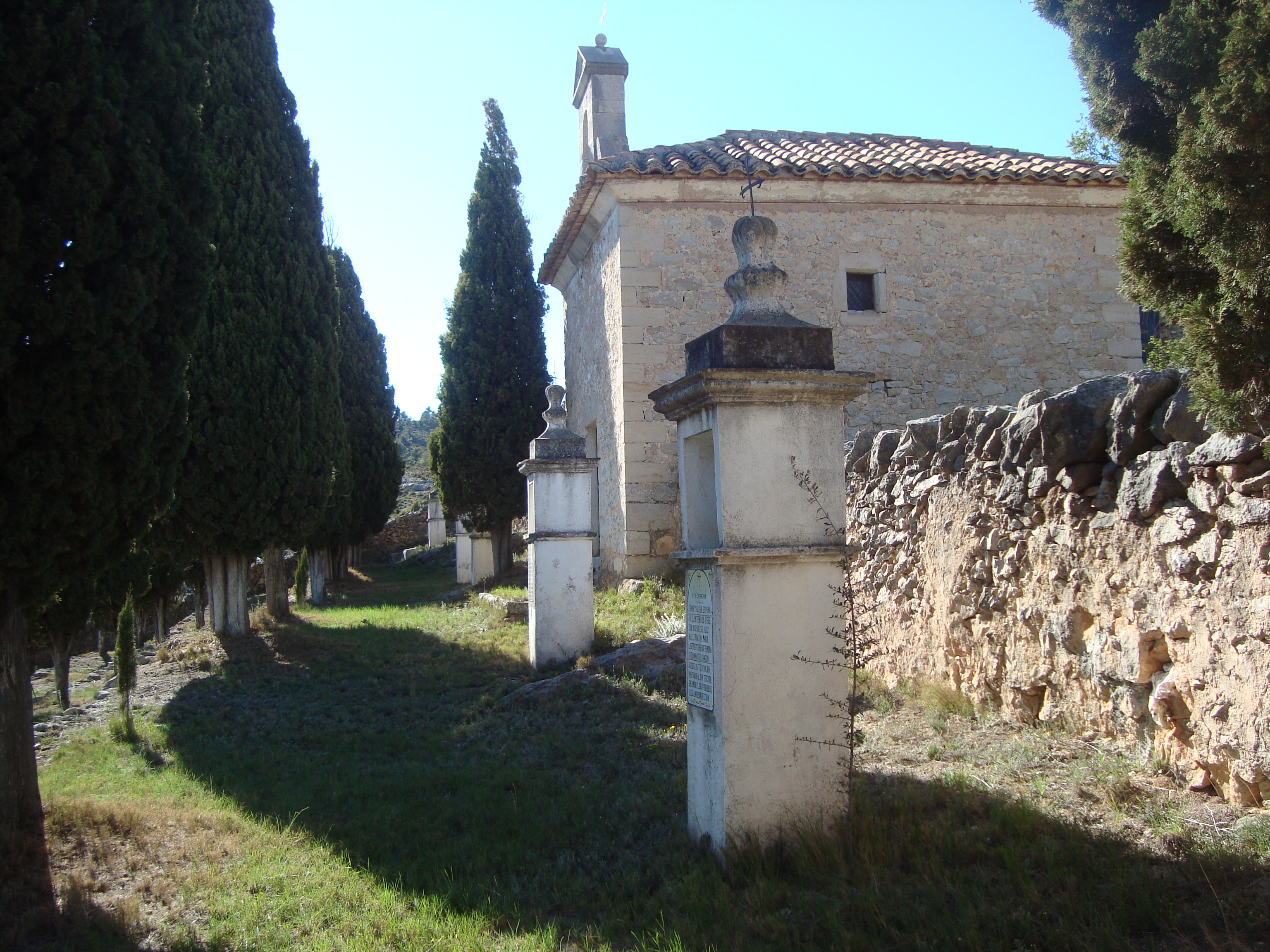
Ermita del Calvario (Zucaina)

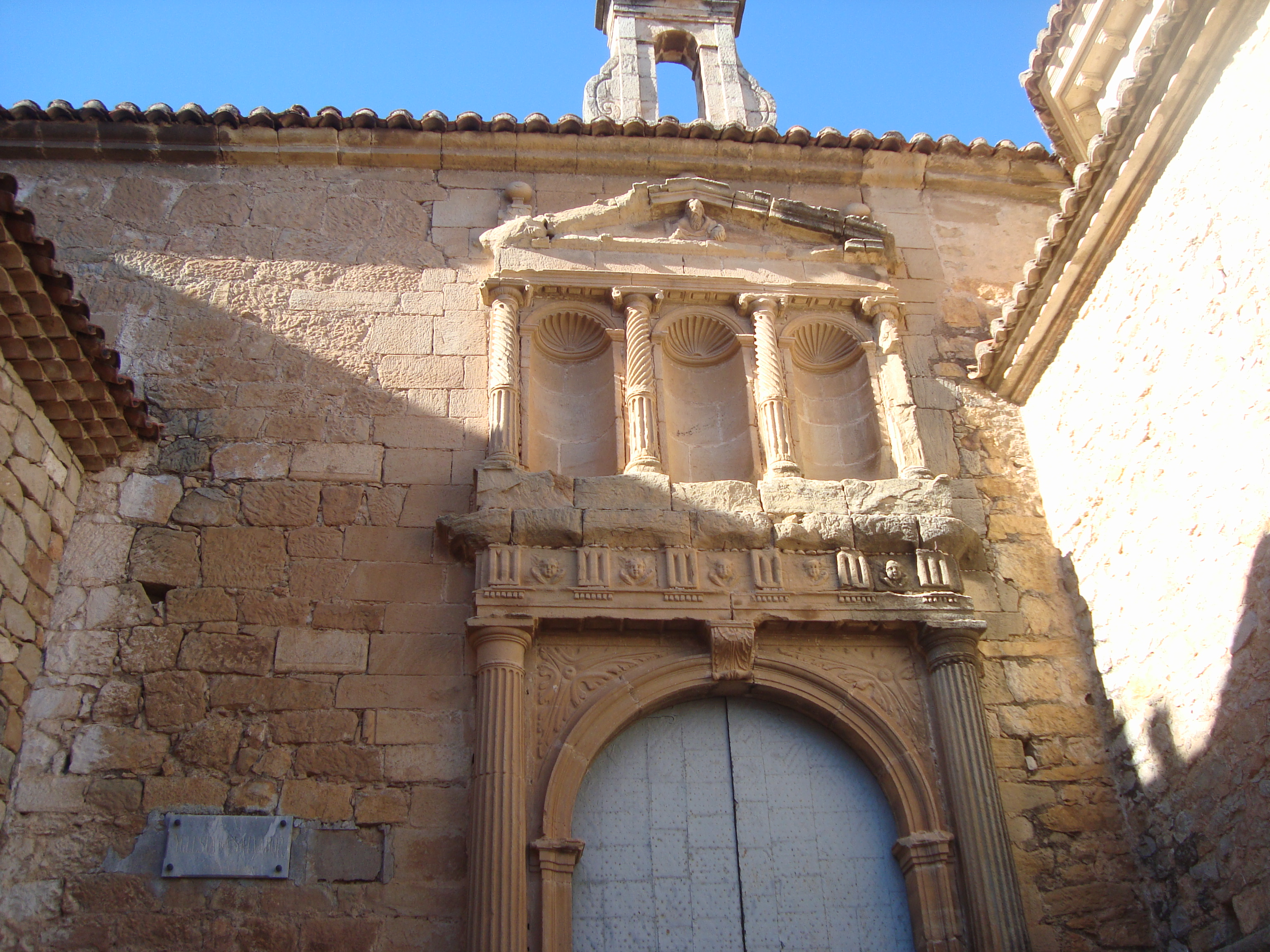
Església parroquial del Salvador (Zucaina)

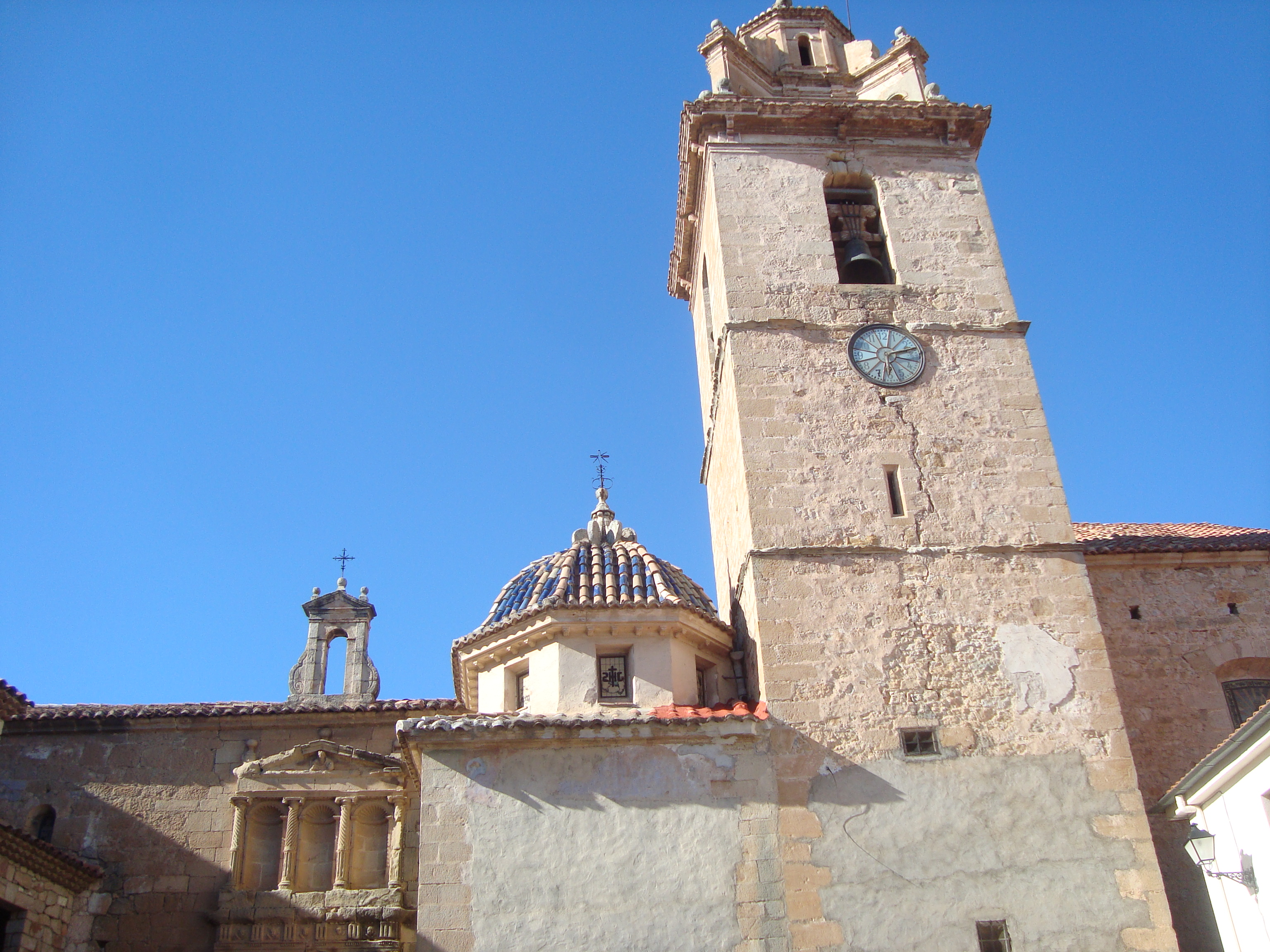
Iglesia parroquial de El Salvador (Zucaina)

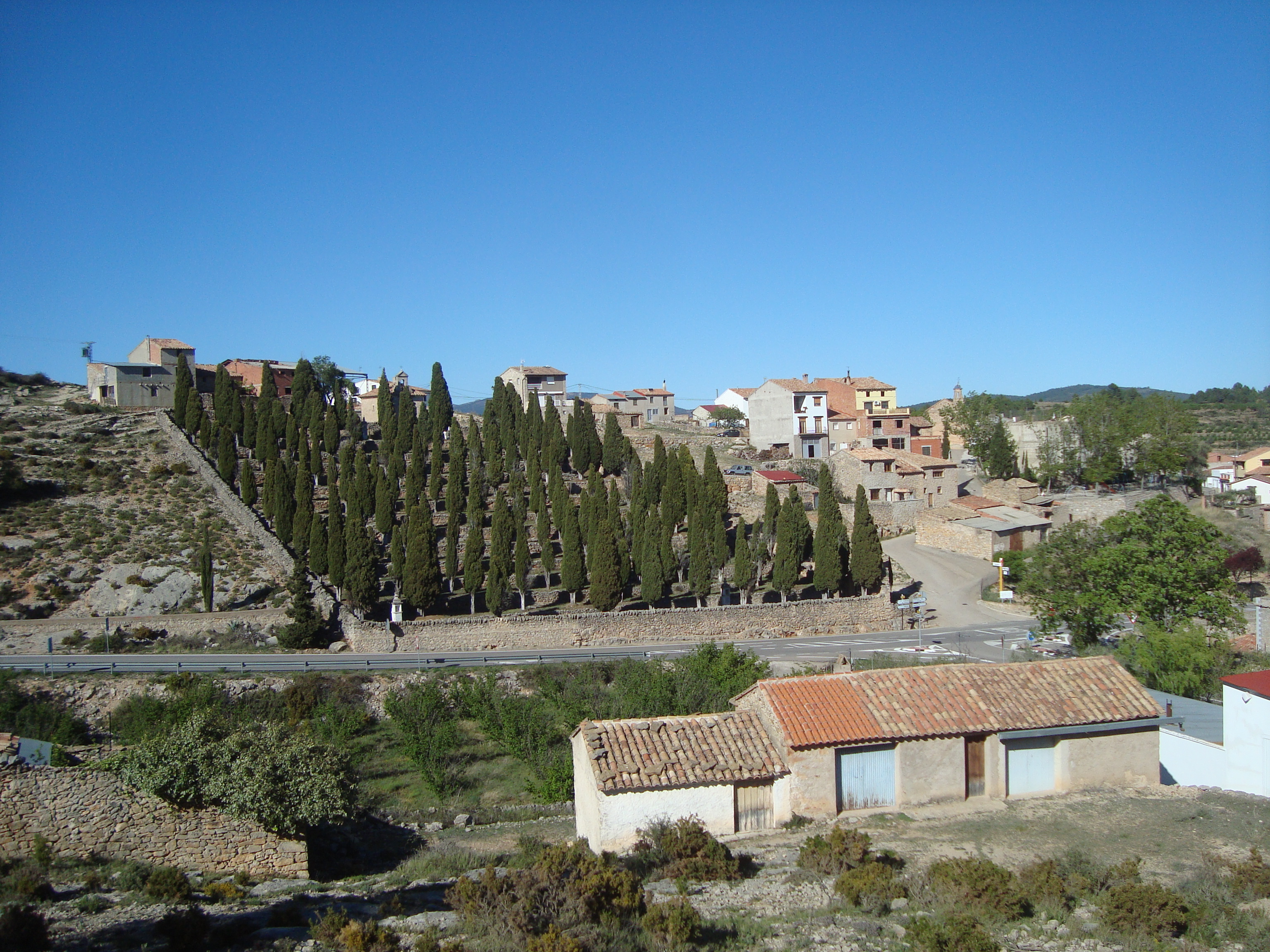
Vistas del Calvario (Zucaina)

## Géographie

Localisation de Zucaina
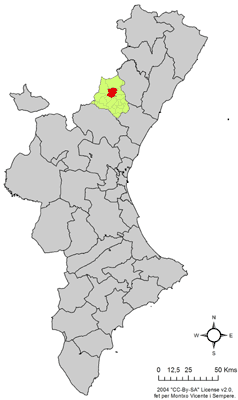
dans la Communauté valencienne.
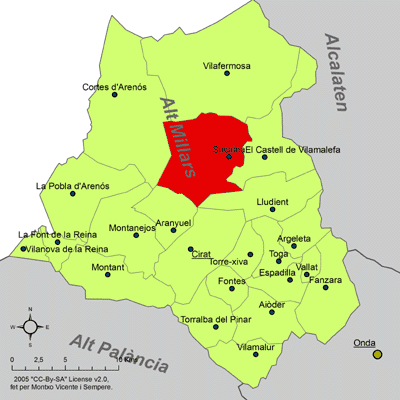
dans la comarque de l'Alto Mijares.